# Yron
L' Yron est une rivière française qui coule dans les départements lorrains de la Meuse et de Meurthe-et-Moselle, et un affluent droit de l'Orne, et donc un sous-affluent du fleuve le Rhin par la Moselle.

## Géographie
L'Yron naît sur le territoire de la commune meusienne de Vigneulles-lès-Hattonchâtel dans une région humide couverte de bois, de prés et d'étangs. Il adopte dès le départ la direction générale du nord-est. Il forme l'étang de Vigneulles puis reçoit l'émissaire de l'étang de Lachaussée. Après un parcours de 37 kilomètres, l'Yron se jette dans l'Orne (rive droite) à la limite entre Conflans-en-Jarnisy (qui doit son nom au confluent des deux rivières) et Jarny.
Pendant l'essentiel de son parcours, l'Yron coule dans les limites du parc naturel régional de Lorraine

## Hydronymie
De la racine pré-celtique *ir.

### Communes et cantons traversés
L'Yron baigne et traverse les communes suivantes :
- département de la Meuse : Vigneulles-lès-Hattonchâtel, Lachaussée et Latour-en-Woëvre
- département de Meurthe-et-Moselle : Dampvitoux, Sponville, Hannonville-Suzémont, Ville-sur-Yron, Friauville, Conflans-en-Jarnisy et Jarny

## Affluents
L'affluent principal de l'Yron est le Longeau, plus abondant que lui et qui lui apporte en moyenne un débit de 2,17 m3/s, soit plus de la moitié du débit total.

## Hydrologie

### L'Yron à Jarny
Le débit de l'Yron a été observé pendant une période de 44 ans (1960-2003), à Jarny, ville du département de Meurthe-et-Moselle, située au niveau du confluent avec l'Orne. Le bassin versant de la rivière est de 383 km2.
Le module de la rivière à Jarny est de 4,01 m3/s.
L'Yron présente des fluctuations saisonnières de débit assez marquées, avec des hautes eaux d'hiver portant le débit mensuel moyen à un niveau situé entre 7,84 et 8,02 m3/s, de décembre à février inclus (avec un très léger maximum en février) suivi de 6,14 en mars, et des basses eaux d'été de juin à septembre inclus, avec une baisse du débit moyen mensuel jusque 0,95 m3/s au mois de septembre (950 litres par seconde), ce qui reste fort acceptable sans être sévère.

### Étiage ou basses eaux
Cependant, le VCN3 peut chuter jusque 0,130 m3/s, en cas de période quinquennale sèche, soit 130 litres par seconde, ce qui n'est pas trop sévère pour une rivière du plateau lorrain et correspond au VCN3 de la plupart des cours d'eau de cette région.

### Crues
D'autre part les crues peuvent être très importantes. Les QIX 2 et QIX 5 valent respectivement 82 et 120 m3/s. Le QIX 10 vaut 140 m3/s, tandis que le QIX 20 se monte à 170 m3/s. Enfin le QIX 50 vaut 200 m3/s.
À Jarny, le débit instantané maximal enregistré a été de 169 m3/s le 16 octobre 1981, tandis que la valeur journalière maximale était de 139 m3/s le 21 décembre 1993. En comparant le premier de ces chiffres aux valeurs des différents QIX de la rivière, il apparaît que cette crue était seulement d'ordre vicennal et donc nullement exceptionnelle. On peut considérer qu'elle est destinée à se répéter tous les vingt ans en moyenne.

### Lame d'eau et débit spécifique
La lame d'eau écoulée dans le bassin de l'Yron est de 332 millimètres annuellement, ce qui est assez abondant, conforme à la moyenne d'ensemble de la France, ainsi qu'à l'ensemble du bassin versant de l'Orne lorrain (326 millimètres). La lame d'eau de l'Yron est cependant inférieure à celle de l'ensemble du bassin versant français de la Moselle (445 millimètres à Hauconcourt, en aval de Metz). Le débit spécifique (ou Qsp) se monte dès lors à 10,5 litres par seconde et par kilomètre carré de bassin.